# Port w Helsinkach

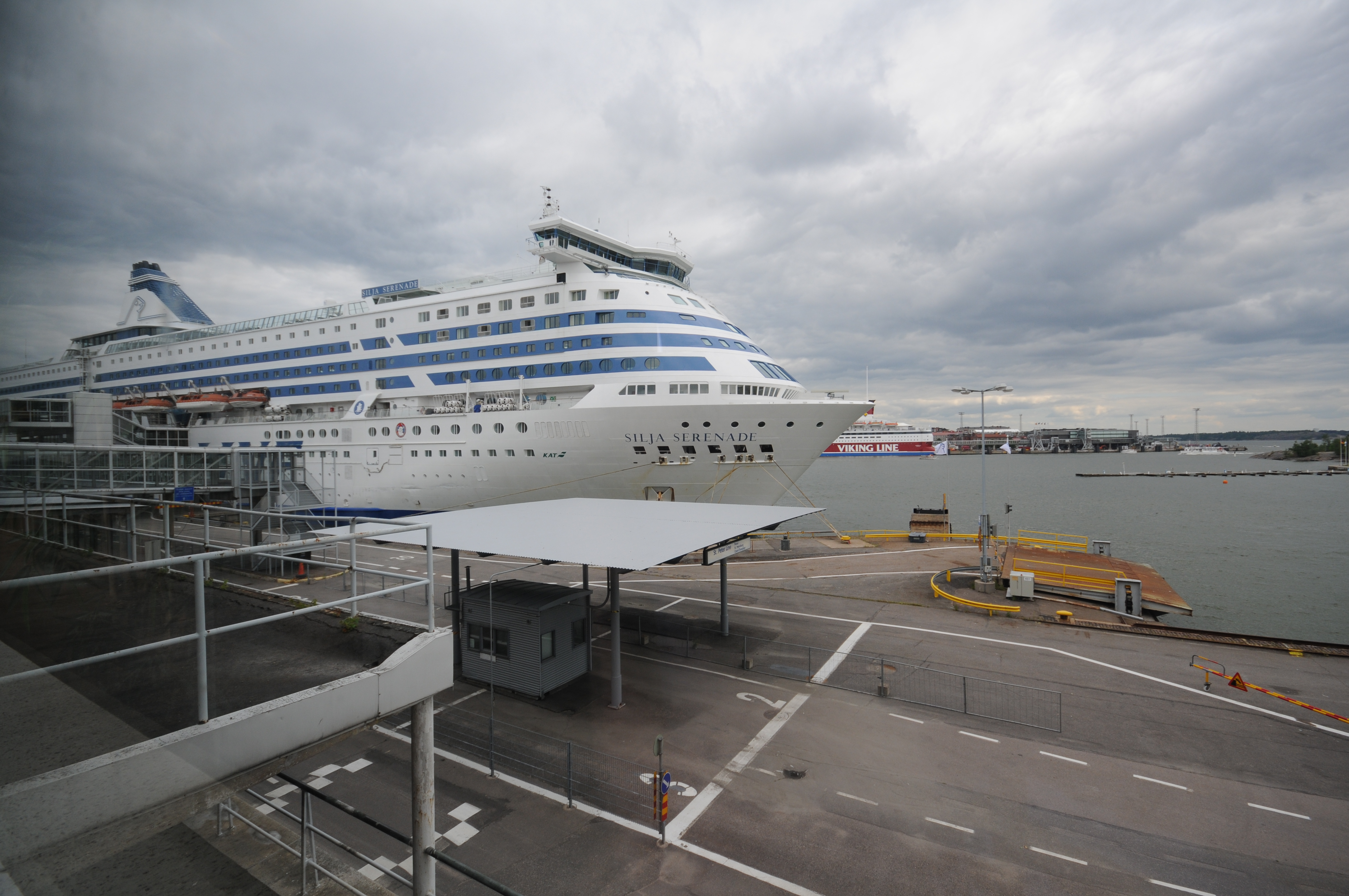
Terminal Olympia obsługujący m.in. połączenia z Polską

Port w Helsinkach (fiń. Helsingin Satama, szw. Helsingfors Hamn) – port w Helsinkach, będący własnością miasta. Jest zarówno portem towarowym, jak i pasażerskim.
W 2017 obsłużył 11,8 mln pasażerów, co czyni go największym portem pasażerskim w Europie (tuż przed portem w Dover - 11,7 mln).

## Nadbrzeża
Port składa się z czterech nadbrzeży:
- południowe – służy ruchowi pasażerskiemu
- zachodnie – ruch pasażerski i towarowy
- Vuosaari – główny port towarowy
- Sörnäinen – towarowy, obecnie nieużywany

## Port pasażerski
Wypływają z niego regularnie promy pasażerskie do Sztokholmu, Tallinna (17 rejsów dziennie), Gdyni, Rostocku, Travemünde i Petersburga. W sezonie letnim do portu wpływa 300 statków pasażerskich, które przywożą 300 000 pasażerów.
Zdecydowana większość ruchu pasażerskiego odbywa się między Helsinkami a Tallinnem (8,83 mln na całkowite 11,8 mln w 2017 roku). Drugim najbardziej popularnym celem jest Sztokholm (2,3 mln pasażerów w 2017).